# À tout jamais (chanson)
Singles de Mylène Farmer
L'Âme dans l'eau
(2020) Rayon vert
(2022)
À tout jamais est une chanson de la chanteuse canadienne Mylène Farmer tirée de son douzième album studio, L'Emprise. La chanson est écrite par Mylène Farmer et composée par Woodkid.
La chanson sort en tant que premier single de l'album le 26 août 2022.

## Accueil critique
Léna Lutaud du journal Le Figaro déclare que la chanson À tout jamais est une chanson sombre et légère à la fois, dans laquelle Mylène Farmer se renouvelle, revenant à ses premières racines gothiques. Elle déclare également que ce premier single est très réussi.

## Vidéo-clip
Le clip officiel est réalisé par le réalisateur Tobias Gremmler et sort le 12 septembre 2022.

## Liste des titres
Téléchargement numérique et streaming
1. À tout jamais – 3:46

CD
1. À tout jamais (Version Single)
2. À tout jamais (NPD'S Remix)
3. À tout jamais (D Remix - Distortion Remix)
4. À tout jamais (MM Remix - Master Manipulation Remix)
5. À tout jamais (Control Remix)
6. À tout jamais (Version Instrumentale)

LP
A1. À tout jamais (NPD'S Remix)
A2. À tout jamais (MM Remix - Master Manipulation Remix)
B1. À tout jamais (D Remix - Distortion Remix)
B2. À tout jamais (Control Remix)
B3. À tout jamais (Version Single)

## Classements

### Classements hebdomadaires
| Classement (2022)               | Meilleure position |
| ------------------------------- | ------------------ |
| Belgique (Ultratop 50 Wallonia) | 18                 |
| France (SNEP)                   | 10                 |
| France Airplay (SNEP)           | 31                 |

### Classements annuels
| Classement (2022)               | Meilleure position |
| ------------------------------- | ------------------ |
| Belgique (Ultratop 50 Wallonia) | 166                |

## Historiques des sorties
| Pays   | Date              | Format                               | Label                       | Ref.   |
| ------ | ----------------- | ------------------------------------ | --------------------------- | ------ |
| Divers | 26 août 2022      | - Téléchargement musical - Streaming | Stuffed Monkey (Sony Music) | [ 10 ] |
| France | 30 septembre 2022 | - CD - LP                            | Stuffed Monkey (Sony Music) | [ 11 ] |